# Очередна, Мария Артёмовна
Мария Артёмовна Очередна (Нелень) (род. 1927) — советский передовик производства в сельском хозяйстве. Герой Социалистического Труда (1950).

## Биография
Родилась в селе Змагайловка Черкасского района, Черкасского округа Украинской ССР (ныне в черте села Слобода), в крестьянской семье.
С 1941 по 1944 годы период Великой Отечественной войны находилась на временно оккупированной территории, а с 1944 года после освобождения Украинской ССР от немецко-фашистских захватчиков участвовала в восстановлении разрушенного войной колхозного хозяйства и работала звеньевой колхоза «Червоний партизан» Черкасского района, занималась выращиванием южной конопли.
В 1949 году по итогам работы звено М. А. Нелень получило урожай стебля южной конопли 49,5 центнера и семян 8,5 центнера с гектара на площади 2 гектара.
11 апреля 1949 года Указом Президиума Верховного Совета СССР «за отличие в труде» М. А. Нелень была награждена Ордена Трудового Красного Знамени.
3 июля 1950 года Указом Президиума Верховного Совета СССР «за получение высоких урожаев стебля и семян южной конопли в 1949 году» Мария Артёмовна Нелень была удостоена звания Героя Социалистического Труда с вручением Ордена Ленина и золотой медали «Серп и Молот».
В 1963 году М. А. Нелень переехала жить в город Черкассы и работала на Черкасском заводе химических реактивов.
С 1983 года — на пенсии, проживает в городе Черкассы.

## Награды
- Медаль «Серп и Молот» (3.07.1950)
- Орден Ленина (3.07.1950)
- Орден Трудового Красного Знамени (11.04.1949)
- Медаль «За доблестный труд в Великой Отечественной войне 1941—1945 гг.»